# Mark Fleming Newman
Mark Fleming Newman (28 de febrero de 1959 (66 años) es un botánico, profesor inglés. Ha realizado estudios botánicos de la familia Zingiberaceae en Indochina: Camboya, Laos, Vietnam, en el "Real Jardín Botánico de Edimburgo".

## Algunas publicaciones
- ----------. 2008. Sapotaceae' Juss. Vol. 57 Flora del Valle de Tehuacán-Cuicatlán. Ed. Universidad Nacional Autónoma de México, 19 pp.

- ----------, Sounthone Ketphanh, Bouakhaykhone Svengsuksa, Philip Thomas, Khamphone Sengdala, Vichith Lamxay, Kate Armstrong. 2007. A Checklist of the Vascular Plants of Lao PDR. Royal Botanic Garden Edinburgh

- ----------, Lhuillier, A.; Poulsen, A.D. 2004. A checklist of the Zingiberaceae of Malesia. Blumea, Suppl. 16. Nationaal Herbarium Nederland, Leiden

- Larsen, K.; M.F. Newman. 2001. A new species of Distichochlamys from Vietnam and some observations on generic limits in Hedychieae (Zingiberaceae). Natural History Bulletin of the Siam Society 49(1): 77-80

- Newman, M.F. 2001. Nomenclatural notes on Zingiberaceae. Edinburgh J. Bot. 58 (1): 173-174

- Nguyen, Q.B.; M.F.Newman. 2000. A new species of Alpinia (Zingiberaceae) from Vietnam. Gardens' Bull. Singapore 52: 211-212

- Sirirugsa, P.; M.F.Newman. 2000. A new species of Curcuma L. (Zingiberaceae) from S.E. Asia. The New Plantsman 7 (4): 196-199

- ----------. 1997. Elettariopsis unifolia (Gagnep.) M.F.Newman, comb. nov. (Zingiberaceae). Edinburgh J. Bot. 54 (1): 110-111

- ----------. 1995. A new species of Hornstedtia (Zingiberaceae) from Vietnam. Kew Bull. 50: 125-127

- ----------. 1995. Distichochlamys, a new genus from Vietnam. Edinburgh J. Bot. 52: 65-69

- La abreviatura «M.F.Newman» se emplea para indicar a Mark Fleming Newman como autoridad en la descripción y clasificación científica de los vegetales.[1]